# Усмешка (литература)

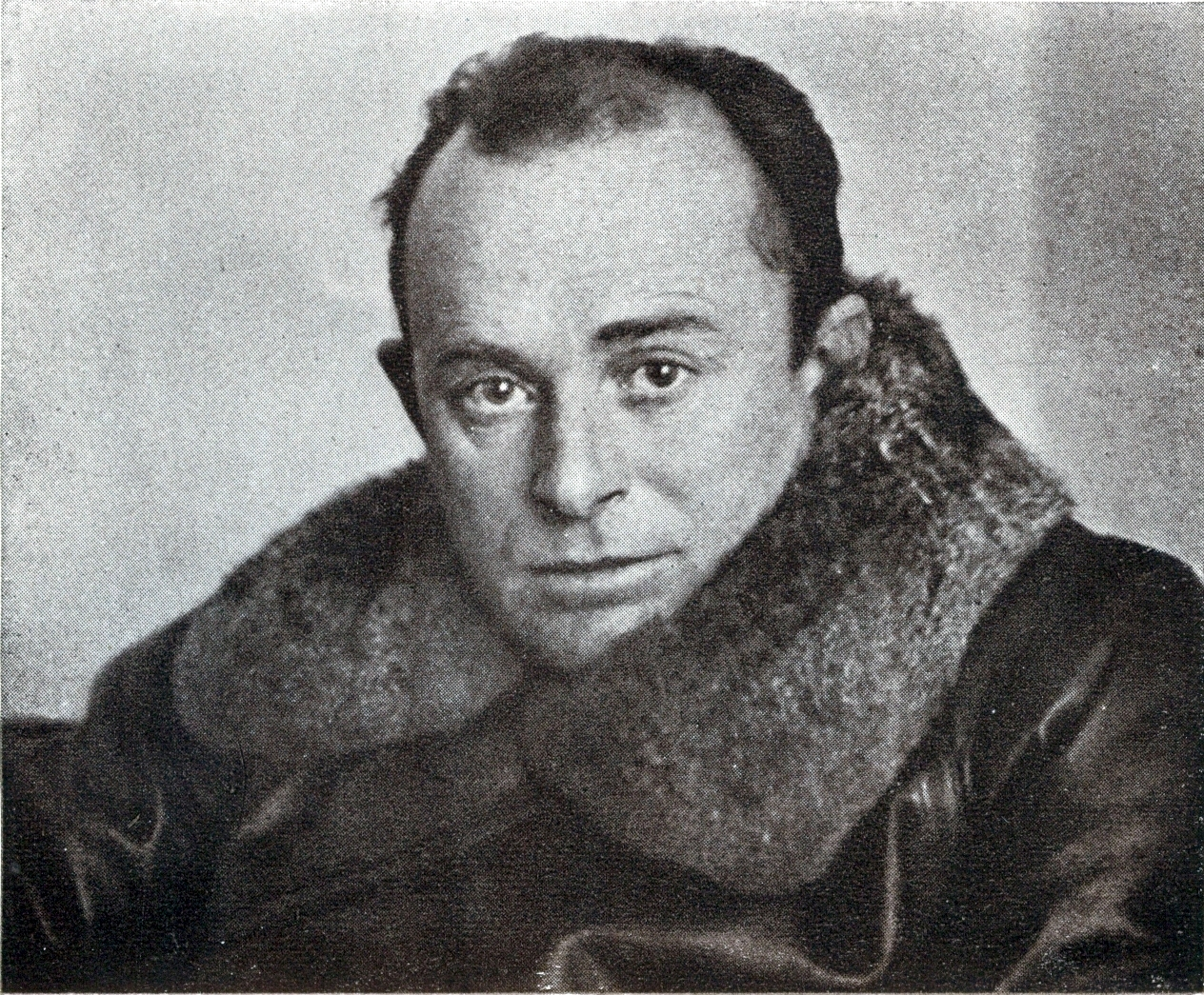
Остап Вишня — основатель жанра.

Усмешка (укр. Усмішка) — разновидность фельетона и юморески, которая была введена в литературу известным сатириком Остапом Вишней. Своеобразность жанра усмешки — в совместимости бытовых зарисовок с частыми авторскими отступлениями, в лаконизме и остроумии.

## Усмешка в творчестве Остапа Вишни
В 1920-х годах Остап Вишня издал большое количество популярных сборников усмешек:
- 1924 год — «Вишнёвые усмешки (сельские)»;
- 1925 год — «Вишнёвые усмешки (крымские)»;
- 1926 год — «Украинизуемся», «Вишнёвые усмешки (кооперативные)»;
- 1927 год — «Вишнёвые усмешки (театральные)»;
- 1930 год — «Вишнёвые усмешки (заграничные)».

Также, увидело свет четырёхтомное «Собрание усмешек» (1928, 1930).
Новому жанру Остап Вишня дал также шутливое определение:

Мне новая жизнь улыбается, и я ей улыбаюсь! Из-за этого и усмешки.
Оригинальный текст (укр.)Мені нове життя усміхається, і я йому усміхаюся! Через те й усмішки.

Позднее он писал: «Хоть „фельетон“ уже и завоевал у нас полное право на существование, но, на мой взгляд, слово „усмешка“ более наше, чем фельетон».
Остап Вишня активно развивал жанровые разновидности усмешки: усмешка-пародия, усмешка-шутка, усмешка-очерк, усмешка-миниатюра и т. д. Вершиной развития жанра считаются «Охотничьи усмешки», которые Максим Рыльский назвал «лирической поэзией в прозе».

## В современной литературе
Усмешка не получила особого распространения в литературе. Правда, журнал «Днепр» иногда печатал «народные усмешки», «днепровские усмешки». Появлялись синкретические жанры: усмешка-очерк, усмешка-рассказ, усмешка-фельетон, усмешка-шутка.
Встречаются и стихотворные усмешки. Например, в творчестве поэта Анатолия Качана.